# Greendog: The Beached Surfer Dude!
Greendog: The Beached Surfer Dude! é um jogo para Sega Genesis (no Brasil, o Mega Drive) lançado em 1992.
Em uma praia, um surfista é levado por uma onda, e ao chegar na costa se encontra enfiado na areia. Quando volta desse susto e se reestabiliza, percebe que há um pingente preso em seu corpo. Repentinamente, surge uma mulher com olhos flamejantes, que lhe diz que o amuleto é amaldiçoado pelos Astecas, e o mesmo conduz a um tesouro.
O surfista só se livraria do amuleto ao encontrar esse tesouro. O problema é que o amuleto, ao estar colocado em alguém que foi amaldiçoado, consegue enfurecer todos os animais da natureza, deixando-os contra a pessoa que o possuir.